# Eremotherium
Eremotherium es un género extinto de mamíferos placentarios del orden Pilosa de distribución principalmente intertropical, cuyos restos han sido recuperados lo largo de toda América. No obstante, la clasificación de sus fósiles es cuestionada, dada la escasez de material y la carencia de criterios unificados para evaluar variaciones de caracteres morfológicos. Los fósiles datan una antigüedad de entre 1,8 millones y 10 000 años

## Historia taxonómica
Fue nombrado por primera vez por Spillmann en 1948, quien lo incluyó en la familia Megatheriidae; luego confirmado por Carrol en 1988, Cisneros en 2005 y Salles en 2006. Gaudin en 1995 lo asigna a la subfamilia Megatheriinae.
Carlos de Paula Couto (1910-1985), en 1980, sobre la base de un fósil describió la especie Xenocnus cearensis que luego, en 2008, Cartelle atribuyó a un Eremotherium laurillardi

## Especies
La morfología craneal, mandibular y dental entre E. laurillardi y E. eomigrans son indistinguibles, pero el resto del esqueleto de E. eomigrans es más grácil y las patas anteriores son pentadáctilas, mientras que el E. laurillardi es más robusto y las patas anteriores son tetradáctilas.

## Enlaces
- Wikispecies tiene un artículo sobre Eremotherium.
- Wikimedia Commons alberga una categoría multimedia sobre Eremotherium.